# Mariachi Vargas de Tecalitlán

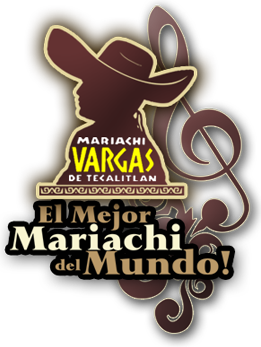
Logo der Mariachi Vargas

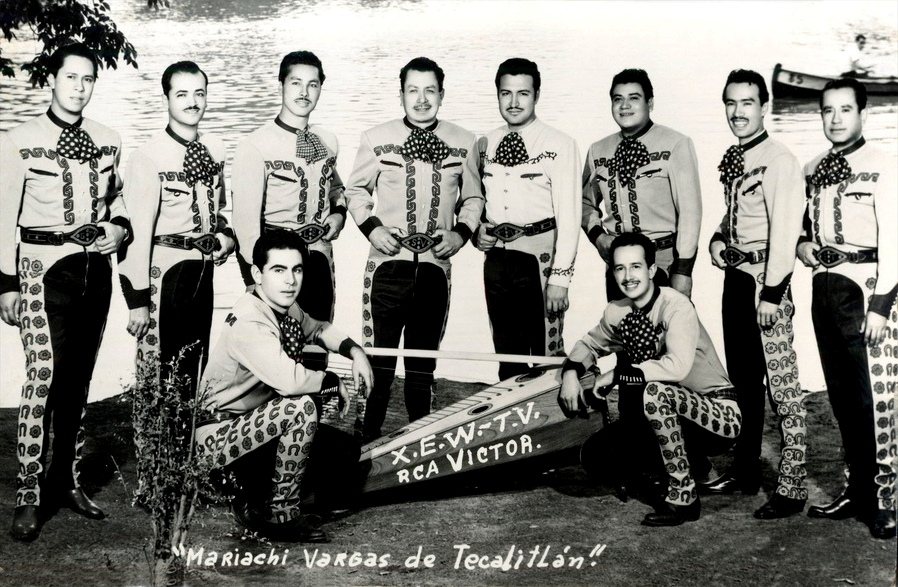
Mariachi Vargas, 1950

Mariachi Vargas de Tecalitlán ist eine mehr als 120 Jahre alte und sehr traditionsreiche mexikanische Mariachi-Band, die 1898 von Gaspar Vargas López (1880–1969) aus Tecalitlán gegründet wurde und als „weltweit beste Mariachi-Band“ angesehen wird.

## Geschichte
Die Band bestand anfangs aus vier Mitgliedern, die alle aus dem südlichen Teil des mexikanischen Bundesstaates Jalisco stammten. Als offizielles Gründungsdatum gilt der 15. September 1898, an dem die Band ihre Gründungsurkunde vom Gemeindevorsteher Trinidad de la Mora erhielt. Schon nach wenigen Jahren ihres Bestehens war die Band in vielen Teilen des Bundesstaates Jalisco und auch im benachbarten Colima bekannt. Zu jener Zeit war es nicht selten üblich, dass zwei wohlhabende Großgrundbesitzer je eine Mariachi-Band arrangierten, die zu einem Wettstreit gegeneinander antraten. Danach musste die unterlegene Band für lange Zeit den Platz räumen. Auf diese Weise kam es 1905 zu einem musikalischen Duell der Vargas de Tecatitlán mit den Los Trillos, aus dem die Mariachi Vargas als Sieger hervorgingen.
1921 trat Silvestre Vargas (1901–1985), der Sohn des Bandgründers Gaspar Vargas, der Gruppe bei und übernahm deren Leitung 1928 von seinem Vater, der noch bis 1953 in der Band mitwirkte. Silvestre Vargas gehörte der Band bis 1975 an.
1944 trat Rubén Fuentes (1926–2022) auf Einladung von Silvestre Vargas der Gruppe bei und übernahm später von ihm deren musikalische Leitung, die er bis 1975 innehatte. Danach ging die Leitung über auf den ebenfalls in Tecalitlán geborenen José „Pepe“ Martínez (1941–2016), der 38 Jahre lang ihr musikalischer Direktor war, bevor er dieses Amt aus gesundheitlichen Gründen niederlegen musste. Seither leitet sein Neffe Carlos Martínez die Band.